# Hoshin Kanri
Hoshin Kanri (方管, , em português, algo como "gestão de políticas") é um processo de 7 etapas usado no planejamento estratégico no qual metas estratégicas são comunicadas em toda a empresa e depois colocadas em ação. O sistema de planejamento estratégico Hoshin Kanri originou-se do Japão pós-2ª Guerra, mas desde então se espalhou para os EUA e posteriormente para todo o mundo. Traduzido do japonês, Hoshin Kanri significa apropriadamente "gerenciamento de bússola". Individualmente, as palavras "hoshin" e "kanri" significam "direção" e "administração", respectivamente.

## Visão Geral
Hoshin Kanri requer uma visão estratégica para ter sucesso. A partir daí, os objetivos estratégicos precisam ser claramente definidos, com metas sendo escritas por longos períodos de um período de um a cinco anos de duração. Uma vez que as metas de longo prazo são concluídas, a equipe pode se concentrar em objetivos anuais. A gestão precisa evitar escolher muitas metas vitais para se manter focada no que é estrategicamente importante. As grandes metas, então, precisam ser divididas em metas menores, semanalmente e mensais e depois implementadas para que todos, da gestão ao chão de fábrica, estejam de acordo sobre o que precisa ser cumprido. A satisfação das metas deve ser revista mensalmente, com uma revisão anual maior no final do ano. A medição de desempenho também é uma parte fundamental do processo.
Hoshin Kanri é uma abordagem de cima para baixo, com as metas sendo exigidas pela gestão e a implementação sendo realizada pelos colaboradores. Como resultado, os sistemas precisam estar em vigor para garantir que os objetivos da alta administração sejam efetivamente comunicados até a cadeia de comando. Como tal, um sistema de catchball é frequentemente usado para ajudar na execução do plano estratégico. Um sistema de catchball busca obter opiniões tanto de gestores quanto de funcionários através de reuniões e interações, a fim de garantir o fluxo bidirecional de metas, feedback e outras informações em toda a organização.